# Пољопривредни музеј у Кулпину
Пољопривредни музеј у Кулпину налази се у оквиру Музејског комплекса Кулпин, односно комплекса Дворца Дунђерски. Основан је 1993. године, на иницијативу Пољопривредног факултета у Новом Саду и једина је специјализована музејска установа у Србији која истражује и изучава аграрну прошлост. Установа се бави сакупљањем, музеолошком обрадом, чувањем, заштитом и излагањем материјала везаног за аграрну прошлост.
Поставка је смештена у два некадашња помоћна објекта - згради житног магацина и помоћној економској згради. Осим сталне поставке пољопривредних машина и алата у Музеју се могу видети и тематске изложбе посвећене развоју пољопривреде у Војводини.

## Историја оснивања музеја
Иако је Војводина претежно пољопривредни крај, идеја о оснивању пољопривредног музеја се јавила релативно касно и веома тешко и споро је остваривана. Питање оснивања једног оваквог музеја први пут је покренуто 1948. Те године је постигнут договор између Повереништва за просвету и Повереништва за пољопривреду Главног извршног одбора Аутономне Покрајине Војводине о издвајању Природњачке збирке из тада новооснованог Војвођанског музеја и формирању засебног пољопривредног музеја, под „руководством и старатељством” Повереништва за пољопривреду. До реализације овог договора није дошло, претпоставља се због недостатка новца и простора, па је збирка остала при Војвођанском музеју.
Питање је поново покренуто 1959. године, после изложбе „Пољопривреда и земљорадничко задругарство Војводине у прошлости и данас”, приређене у Новом Саду. Музеј је основан и почео је да ради 1960. године, али су његова егзистенција и развој убрзо су доведени у питање. Због недостатка најосновнијих услова за рад Музеј је угашен већ 1962. године. Музејски материјал је предат Задружном архиву, а 1966. године је припао је тада новооснованом Покрајинском заводу за заштиту природе.
Године 1979. год уследио је још један неуспели покушај оснивања музеја, када је Војвођанско друштво за пољопривредну технику, односно неколико љубитеља старе пољопривредне технике и заинтересованих аграрних предузећа, у сарадњи са Новосадским сајмом на Међународном пољопривредном сајму у Новом Саду приредило изложбу старих пољопривредних машина, која је била постављена и наредних неколико година.
У међувремену, у Кулпину је постојао Дворац Дунђерски који је, заједно са целим имањем, на основу Закона о аграрној реформи и колонизацији, 1945. године одузет породици Дунђерски. На имању је након национализације основана пољопривредна задруга, која је све до 1991. користила дворац и помоћне објекте. Када је 1991. пољопривредна задруга угашена, расписан је конкурс за уступање на коришћење дворца са помоћним зградама. На конкурс се пријавио Пољопривредни факултет у Новом Саду, са предлогом да се комплекс уступи будућем пољопривредном музеју. Извршно веће АПВ подржало је овај предлог и одобрило иницијална средства за рестаурацију комплекса и његово привођење функцији пољопривредног музеја. Нажалост, идеја о оснивању пољопривредног музеја ни тада није реализована до краја. Уместо као самостална музејска установа, Пољопривредни музеј у Кулпину почео је са радом као друштво грађана. Оснивачка скупштина одржана је 20. јануара 1993. године, када је усвојен и Статут Музеја. Те године су сви музејски предмети, који су били власништво Друштва за пољопривредну технику Војводине из Новог Сада, пренети у Кулпин и уступљени Пољопривредном музеју. Наредних година је, уз помоћ Музеја Војводине и Пољопривредног факултета у Новом Саду, настављена рестаурација објеката и поступна реализација сталне поставке. Од 2004. године Пољопривредни музеј се налази у саставу Музеја Војводине.
Исте 1991. године када је пољопривредна задруга уступила дворац Музеју, цео Музејски комплекс Кулпин, са оба дворца, парком и украсном оградом проглашен је спомеником културе од великог значаја.

## Музејска поставка
Музеј пољопривреде своју поставку излаже у два павиљона, згради некадашњег житног магацина и помоћној економској згради дворског комплекса.

### Павиљон 1
Павиљон 1 смештен је у згради некадашњег житног магацина. У њему су реализоване прве изложбе из историје пољопривреде. Радови на адаптацији овог простора за потребе сталне поставке започети су непосредно након оснивања Музеја. Током 90-их година 20. века је, на три нивоа, постављено неколико тематских изложби које садржајно, концепцијски и музеолошки чине јединствену целину и говоре о развоју доминантних грана пољопривреде у овим крајевима. Изложбе су постављене уз помоћ стручњака Пољопривредног факултета у Новом Саду, Института за ратарство и повртарство и Музеја Војводине.
- Тематска изложба Алатке и оруђа за орање - Изложбом је приказан развој ораћих алатки и оруђа од праисторије, преко гвозденог доба, античког периода и средњег века, до средине 20. века. Посебна пажња посвећена је дрвеним плуговима и најпознатијим фабричким запрежним плуговима. Изложени су запрежни плугови које су производиле многе европске фабрике и занатске радионице у Немачкој, Енглеској, Аустроугарској, а касније у Аустрији, Мађарској, Чешкој, Америци, Југославији (Кула, Лесковац, Осијек, а после Другог светског рата и Штип, Тузла, Босанска Костајница и Блед) и др. Најстарији експонати датирају из 18. века.

- Тематска изложба Историјат гајења пшенице - Изложба представља порекло и распрострањеност гајења пшенице, селекцију и селекционаре, технологију производње пшенице кроз историју, заштиту пшенице од корова и болести, традиционалну жетву и вршидбу и начине складиштења зрна кроз историју. Поред докумената и фотографија, на изложби су представљене и поједине пољопривредне алатке, као и макете ветрењаче и воденице поточаре.
- Тематска изложба Историјат хмељарства - Изложба посвећена развоју хмељарства у Војводини, односно Бачкој као једној од две хмељарске области у бившој Југославији (друга се налазила у Словенији, у Савињској долини са центром у Жалецу). Представљени су хмељарници од првих, које је основао гроф Андреј Хадик 1770. године, на свом имању код Футога, преко оних породице Стратимировић у Кулпину и Дунђерски у Чибу, до хмељарника учитеља Алберта Марчиша из Падине, који је 1885. године добио саднице хмеља, сам их гајио и свима га препоручивао, што је утицало на ширење ове биљке у околини Бачког Петровца, где се за кратко време развио центар војвођанског хмељарства. На изложби је представљено Удружење бачких хмељара, основано у Сомбору је 1905. и Хмељарска школа, основана 1927. године.
- Тематска изложба Историјат пиварства - Овом поставком је представљена историја пиварства од Вавилонаца, који су први производили пиво, још 2800 година пре нове ере, до првих индустријских пивара на територији Србије - пиварама Филипа Ђорђевића и Ђорђа Вајферта. Поставка обрађује и значај проналаска парне машине за пиварску индустрију, јер је њена примена умногоме побољшала и унапредила процес производње, што је омогућило прелазак са занатске на индустријску производњу.
- Тематска изложба Историјат гајења конопље - Уз помоћ карата, докумената, фотографија и алата за прераду овом изложбом је приказано гајење конопље и њена прерада у кућној радиности. Тематске целине изложбе су: порекло, назив и подела, изглед, типови конопље, припрема земљишта за сетву, жетва, мочење, сушење, ступање – ломљење, трљење – глађење, чешљање – гребенање, предење, сновање и ткање. Између осталог, изложени су следећи предмети: косир, гребена, коловрат, сноваљка, чекрк, вито, мотовило, трлица, ступа, разбој и мангељ.

- Тематска изложба Историјат гајења сирка метлаша и израда метли - Изложба представља процес узгоја сирка, као најчешће сировине за производњу метли израђених од природних материјала. У оквиру поставке такође је приказана и историја метле, као алатке којом се човек служи вероватно још од праисторије, која се у Библији спомиње чак на девет места, појављује на египатским цртежима, а код Римљана су „метачи светишта” били посебно заслужни грађани, одликовани дозволом за метење верских објеката. Такође је метла представљена и као стални реквизит злих хтонских демона, симбол зла, мотив у народним веровањима и предањима, али и магијски реквизит који штити од злих сила и нечистоће или симбол забаве на многим колективним свечаностима и током празника.

- Тематска изложба Дуван и луле - од семена до дима - Изложба се састоји из два дела. У првом је приказан историјат гајења дувана на подручју Војводине - порекло, назив и подела, изглед, типови, производња расада и расађивање, нега у пољу, берба и сушење, начини коришћења и уживање дувана. Поједине теме су илустроване тродимензионалним предметима: керамичким посудама за ручно заливање дувана, таблом са ознаком парцеле, садилицом, грталима, иглама за низање листова дувана, кукама и балама осушених листова дувана (сорте Берлеј и Вирџинија). У другом делу изложбе су представљене луле. Ретки и карактеристични примерци лула класификовани су по материјалу израде, и то на керамичке, порцуланске, дрвене, „енглеске луле” и луле од морске пене (стиве). Изложене су разноврсне луле, богато декорисане маштовитим мотивима. Овај део изложбе је обогаћен ликовним илустрацијама на којима се као централни мотив јавља лула.

- Тематска изложба Историја говедарства - Овом изложбом је приказан историјат и развој говедарства – од родоначелника говеда, преко музних и товних раса крава, затим традиционални начин узгоја говеда, прибор за вештачко осемењавање, музни уређаји, те узорци који се користе као сточна храна.

- Тематска изложба Историја млекарства - Поставка обухвата развој млекарства од праисторије до савремене индустријске обраде и прераде млека. Представљене су аутохтоне расе музне стоке, као и аутохтона прерада млека, прве млекарске задруге у Европи и Војводини и друге теме везане за млекарство.

- Тематска изложба Традиционално овчарство у Војводини - Овчарство је у Војводини развијано вековима, па су изложби обрађене бројне различите теме из ове области: овце (расе, обележавање и традиционално лечење), природни услови за гајење (пашњаци, појила), сточарска станишта (колибе, овчаре, објекти на пашњацима и по кућама), чобани (уговарање чобана, чобански прибор и ношња), чобански пси и магарци, облици удруживања овчара, расподела добара (млеко, торина, јагањци, вуна, кожа), млеко и млечни производи. Теме су илустровaне музејским предметима: чобанским бичевима, жиговима за обележавање, чобанским прибором, дуплим звонима – вициговима, клепетушама, чутурама и тиквицама за ракију, производима од вуне, кантама за млеко, маказама за стрижу и чобанским штаповима.
- Тематска изложба Свињарство - јуче, данас, сутра - Историјат свињарства приказан је на изложби од момента припитомљавања и доместикације дивље свиње, пре око 10.000 година, до стварања нових раса свиња, побољшања њихове исхране, смештаја и здравствене заштите и оснивања специјализованих институција за узгој свиња.[6]

#### Поставка посвећена кукурузу
- Различите сорте кукуруза
- Различите врсте круњача
- Луткице од лиснатог омота клипа

### Павиљон 2
Павиљон 2 смештен је у помоћној, економској згради, типичној за велепоседничка имања у Војводини из 18. и 19. века. У овој згради се некада налазила коњушница, ковачница, радионица и просторије за кочије. Није познато када је саграђена и да ли је током времена мењана њена намена, али је сасвим сигурно да је садашњи изглед и поменуту функцију имала у време газдовања породице Дунђерски. Из тог периода су сачувани неки оригинални предмети, који су презентовани на сталној поставци: ковачка пећ са мехом и струг. Зграда је током 1993. године адаптирана за потребе „Изложбе пољопривредних машина и оруђа”, непосредно након усељења Музеја у комплекс. Тавански простор је искоришћен за депо, а приземље за сталну поставку. Реконструкција сталне поставке и мање грађевинске интервенције на згради извршене су крајем 2009. и почетком 2010. године.
У павиљону 2 су изложене алатке, оруђе и машине различитих техничких решења, конструкција и произвођача. Највише предмета потиче из периода између два светска рата, али има и оних са краја 19, почетка 20. века, као и из периода после Другог светског рата. Представљене су следеће групе пољопривредне механизације:
- оруђа за основну и допунску обраду земљишта (плугови, загртачи, шпартачи, ваљак, брана и дрљача),
- сејалице,
- машине за чишћење и сортирање семена (вејалица, спирални и цилиндрични тријер),
- алатке и машине за припрему сточне хране (круњачи и прекрупачи за кукуруз, сечке, млин чекићар и ножеви за сено и сламу),
- алатке и машине за жетву и бербу (вадилица за кромпир, виле за вађење шећерне репе и грабуље за сакупљање сена и класја по стрњици),
- погонске машине (парне локомобиле и трактори),
- транспортна средства (запрежна кола).

Изложени предмети су углавном занатске израде – ковачке и коларске, а мањи део је фабричке производње. Произведени су у Европи (Немачкој, Мађарској, Чешкој, Енглеској, Србији и Хрватској) и САД.
- Ручни плуг
- Сејачица
- Различити алати за обраду земље
- Ваљак
- Парна локомобила Proctor Co. Ltd (Линколн, 1905)
- Трактор Hofherr-Schrantz-Clayton-Shuttleworth 58104 (Будимпешта)
- Трактор Hofherr-Schrantz-Clayton-Shuttleworth R 30-35 (Будимпешта, 1942)
- Трактор ИМП ”Задругар Т-80” (Раковица, 50-те године 20. века
- Тракторски плуг
- Круњача за кукуруз
- Машина за чишћење и сортирање семена
- Преса
- Млин
- Запрежна колица и санке

## Туристички потенцијал
Поред своје основне делатност Музеј развија и богату туристичку понуду. Управа Музеја стално ради на допуни својих садржаја за туристе, односно посетиоце. У павиљону Музеја у току је изградња праве пивнице, по узору на оне у Словачкој, у којој ће посетиоци бити у прилици да се одморе и расхладе домаћим и чешким пивом, добрим вином, а моћи ће да пробају традиционалне словачке специјалитете.
Пољопривредни музеј годишње посети око 8.000 туриста. Школска омладина чини 80% посетилаца – основношколци, средњошколци и студенти. Поред њих то су и индивидуалне посете. Највећи број посетилаца се остварује током априла, маја и јуна.